# Martenzit
Martenzit je přesycený tuhý roztok uhlíku v železe α. Vysoká tvrdost a pevnost patří mezi jeho základní vlastnosti. Vzniká jako podchlazený tuhý roztok při kalení. Při jeho vzniku dochází k bezdifúzní střihové přeměně a rychlost tvorby zárodků je přibližná rychlosti zvuku v kovech. Vzniká při nadkritické rychlosti ochlazování oceli.

Závislost křivek martenzit „start“ (M_{s}) a martenzit „finiš“ (M_{f}) na obsahu uhlíku v oceli

Martenzit nese jméno po německém metalurgovi Adolfu Martensovi.